# Эрбстер-Жослан, Клодет
Клодет Эрбстер-Жослан (фр. Claudette Herbster-Josland, р.28 марта 1946) — французская фехтовальщица-рапиристка, призёр чемпионатов мира и Олимпийских игр.

## Биография
Родилась в 1946 году в Дижоне. В 1966 году стала обладательницей бронзовой медали чемпионата мира.  В 1968 году приняла участие в Олимпийских играх в Мехико, но там французские рапиристки заняли лишь 4-е место. На чемпионате мира 1970 года стала обладательницей бронзовой медали. В 1972 году приняла участие в Олимпийских играх в Мюнхене, но там французские рапиристки были лишь 6-ми. В 1976 году завоевала серебряную медаль Олимпийских игр в Монреале в командном первенстве.